# 433 a.C.
Il 433 a.C. (CDXXXIII a.C. in numeri romani) è un anno  del V secolo a.C.

## Eventi
- Battaglia di Sibota - Atene e Corcira contro Corinto: entrambi affermano di aver vinto.
- Roma: 
  - Tribuni consolari Lucio Sergio Fidenate I, Marco Fabio Vibulano e Marco Folio Flaccinatore